# Alive (EP)
《Alive》(한국어: 얼라이브)는 대한민국의 음악 그룹 빅뱅의 다섯 번째 EP 음반이다. 2012년 2월 29일 YG 엔터테인먼트를 통해 발매되었다. 빅뱅의 리더 G-Dragon과 T.O.P이 각각 이 음반의 모든 곡의 가사와 작곡에 참여했다. 네이버 뮤직 애플리케이션에서 독점적으로 컨텐츠를 일부 공개하는 방식으로 이벤트를 열었다. 특히, 빅뱅은 이번 앨범에서 전세계 최초로 전곡 타이틀 곡을 선언했다. 이 음반은 2012년 3월 둘째주 가온 앨범 차트에서 1위로 데뷔했고, 20만 장을 팔아 월간 차트에서도 1위를 했다. 이 외에 대만, 일본, 미국 월드와 히트시커츠 앨범 차트에 5위권에 진입했으며, 한국어 앨범 최초로 미국 빌보드 200 앨범 차트에 진입해 화제를 모았다.

## 발매와 프로모션
2012년 1월 27일, 빅뱅은 새로운 EP 음반 발표를 앞두고 음반 명 Alive와 트랙 리스트를 공개하였다. YG 엔터테인먼트의 Teddy와 빅뱅의 리더 G-Dragon이 이 음반의 프로듀싱을 맡았다. G-Dragon이 음반의 모든 곡의 가사와 작곡에 참여했으며, 이외에도 T.O.P과 Teddy가 참여했다. EP 음반의 뮤직 비디오는 "Blue"가 2012년 2월 22일에 공개되었고, 이후 빅뱅은 2월 23일부터 28일까지에서 매일 유튜브에 그외 곡들이 미리보기로 공개되었다.
또한 이 음반의 발매를 앞두고 서포트하는 "Big Bang Alive World Tour"가 개최되는 것이 발표 되었다. 이 음반의 또 다른 타이틀 곡 "Bad Boy"의 뮤직 비디오가 2월 29일에 공개되었으며, "Fantastic Baby"가 세 번째로 3월 7일에 공개되었다. 3월 11일 빅뱅은 SBS 《인기가요》에서 인트로 "ALIVE"를 시작으로 와이어, 백스크린 등의 화려한 무대 장치를 이용해 "BLUE", "BAD BOY", "FANTASTIC BABY" 3곡을 선보이며 컴백 무대를 가졌다. 3월 15일 《엠카운트다운》에서도 "BLUE", "BAD BOY", "FANTASTIC BABY"와 〈재미없어〉까지 이례적으로 4곡을 공연했다.
이 음반의 리패키지인 스페셜 에디션 Still Alive가 발매되었다. 현대카드와의 콜라보레이션으로 특별하게 제작 되었으며, 이 스페셜 에디션의 타이틀 곡 "Monster"는 2012년 6월 3일에 발매되었다. 이후 "Blue", "Bad Boy", "Fantastic Baby,와 "Monster"가 일본어로 재 녹음 된 빅뱅의 네 번째 일본 정규 앨범  ALIVE가 발매되었다. 4곡을 제외한 다른 곡들은 오리지널 한국어로 앨범에 수록 되었다.

### BIGBANG ALIVE TOUR
빅뱅은 2012년 3월 2일부터 대한민국 서울을 시작으로 "2012 BIGBANG ALIVE TOUR"를 시작했다. 이 투어는 미국의 유명 공연 기획사 라이브 네이션과 대한민국의 대표 전자기업 삼성전자가 공식 스폰서로 파트너쉽 계약을 맺고 16개국 25개 도시에서 진행하는 빅뱅의 첫 월드 투어이다. 서울에서 열렸던 빅뱅의 공연은 3월 6일 SBS를 통해 방송되었다.

## 차트 성적

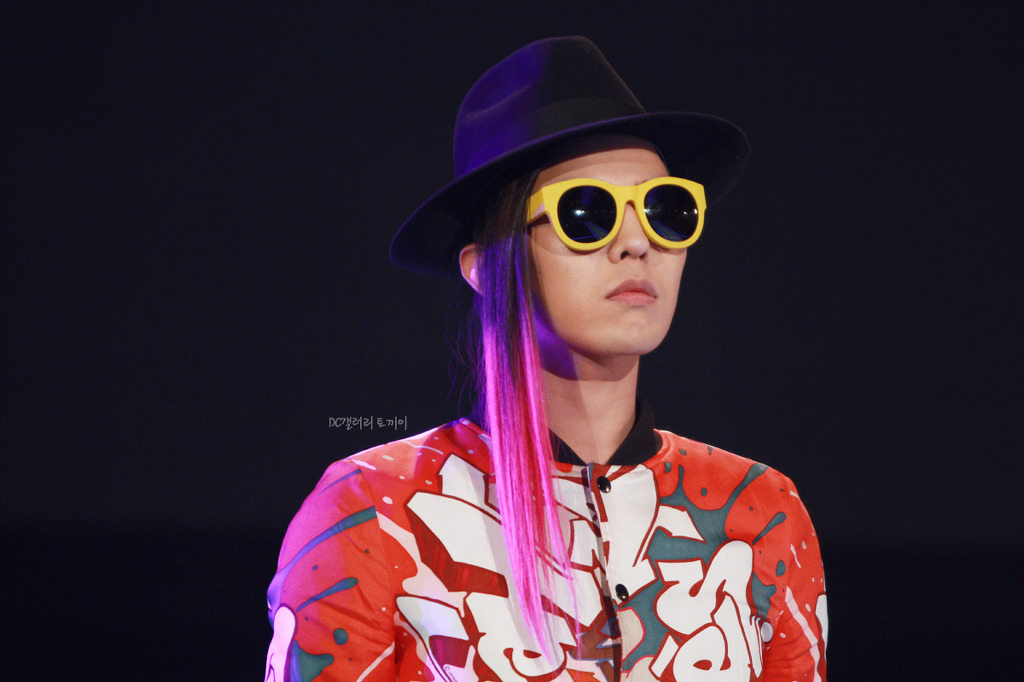
2012년 G-Dragon

Alive는 미국 빌보드 200 150위에 올랐는데, 이는 보아의 첫 미국 정규 앨범 BoA에 이은 두 번째로 차트에 진입 한 것으로, 한국어 앨범으로는 처음으로 차트에 진입했다. 또한 빌보드 히트시커스 앨범 차트에서 4위를 기록했고, 인디펜던트 앨범 차트에서 22위를 기록했으며, 월드 앨범 차트에서 4위를 기록했다. 2012년 4월 1일 일본 오리콘 위클리 앨범 차트에서 52,987만 장을 팔아 3위로 데뷔했다. 타이완 G-뮤직 앨범 차트에서도 22%의 판매량 점유율로 1위를 차지했고, 더블 플래티넘 인증을 받았다.
빅뱅은 가온 앨범 차트 2012년 3월 둘째주 차트에 1위로 데뷔했다. 빅뱅은 2월 마지막 주에 발매된 것임에도 불구하고 가온 앨범 차트의 2월 월간 차트에서 212,010만 장을 팔아 2위인 박재범의 《New Breed》 (73,841만 장)보다 큰 차이로 1위를 했다. "Blue"는 가온 디지털 차트에서 주간 1위를 차지했고, 빌보드 K-Pop Hot 100와, 가온 연간 차트에서 10위를 기록했다. "Bad Boy"는 가온 디지털 차트 위클리 2위를 차지했으며, 빌보드 K-Pop Hot 100에서 3위를 기록했다. 가온 연간 차트에서는 59위를 기록했다. "Fantastic Baby"는 가온 디지털 차트 3위를 차지했으며, 빌보드 K-Pop Hot 100에서 3위를 기록했다. "Monster"는 가온 디지털 차트 위클리 1위를 차지했고, 빌보드 K-Pop Hot 100에서도 1위를 기록했다. 가온 연간 차트에서는 14위를 기록했다. 2012년 3월 9일, 빅뱅은 빌보드 K-Pop's Hot 100에 "Blue", "Bad Boy", "Fantastic Baby", "재미없어"와 "사랑먼지"를 5위권 안으로 모두 TOP 10에 진입 시킨것으로 알려졌다.

## 평가
이 음반의 타이틀 곡 중 하나인 "Fantastic Baby"는 2012년 한해 동안 유튜브에서 가장 많이 본 K-pop 뮤직 비디오로, 2014년 3월 기준 조회수 1억 뷰를 기록했는데, 이것은 대한민국의 남성 아이돌 그룹 중에서 최고의 기록이다. 또한 영국의 유명 언론 매체 더 가디언에 보도 되었다. 2015년 기준, "Fantastic Baby"는 싸이의 "Hangover"에 이어 5번째로 가장 많이 본 K-pop 뮤직 비디오이다. 아리랑 TV는 "Fantastic Baby"를 빅뱅의 메가 히트라고 뉴스 보도하였다. 영국의 음악 출판사 NME의 케빈 페리는 “그 뮤직 비디오에서 보이 그룹은 멋진 의상을 입고 세련된 폭동을 포용하고, 노래의 "붐 샤카라카" 후렴 부분은 슬라이 앤드 더 패밀리 스톤의 음악을 생각 나게 한다.”라고 언급했다.
데일리 텔레그래프는 "Fantastic Baby"를 권하는 독자들에, “그 비디오의 라이벌은 지나치고 기이한 패셔니스타인 레이디 가가”라고 언급되었다. 또한 밴쿠버 선은 “우리가 한 동안 본 것 중 가장 화려하고 손쉬운 트위스트 팝 비디오 중 하나로 RPG 스타일의 예술을 결합 된, 폭동 진압복, 스팀 펑크 요소와 스트릿 팝 스웨거이다.”라고 언급되었다.

## 트랙 리스트
| #            | 제목                 | 작사                   | 작곡                       | 편곡             | 재생 시간 |
| ------------ | -------------------- | ---------------------- | -------------------------- | ---------------- | --------- |
| 1.           | 〈INTRO (ALIVE)〉    | G-DRAGON, TEDDY        | DEE.P, G-DRAGON, TEDDY     | DEE.P            | 0:47      |
| 2.           | 〈BLUE〉             | G-DRAGON, TEDDY, T.O.P | TEDDY, G-DRAGON            | TEDDY            | 3:53      |
| 3.           | 〈사랑먼지〉         | G-DRAGON, TEDDY, T.O.P | G-DRAGON, TEDDY            | TEDDY            | 3:51      |
| 4.           | 〈BAD BOY〉          | G-DRAGON, T.O.P        | G-DRAGON, CHOICE37         | CHOICE37         | 3:56      |
| 5.           | 〈재미없어〉         | G-DRAGON, T.O.P        | G-DRAGON, D.J MURF, PEEJAY | D.J MURF, PEEJAY | 3:42      |
| 6.           | 〈FANTASTIC BABY〉   | G-DRAGON, T.O.P        | TEDDY, G-DRAGON            | TEDDY            | 3:50      |
| 7.           | 〈날개 (대성 SOLO)〉 | G-DRAGON, 대성         | G-DRAGON, 필강             | 필강             | 3:43      |
| 총 재생 시간 | 총 재생 시간         | 총 재생 시간           | 총 재생 시간               | 총 재생 시간     | 23:41     |

| #            | 제목                 | 작사                   | 작곡                       | 편곡             | 재생 시간 |
| ------------ | -------------------- | ---------------------- | -------------------------- | ---------------- | --------- |
| 1.           | 〈INTRO (ALIVE)〉    | G-DRAGON, TEDDY        | DEE.P, G-DRAGON, TEDDY     | DEE.P            | 0:47      |
| 2.           | 〈BLUE〉             | G-DRAGON, TEDDY, T.O.P | TEDDY, G-DRAGON            | TEDDY            | 3:53      |
| 3.           | 〈사랑먼지〉         | G-DRAGON, TEDDY, T.O.P | G-DRAGON, TEDDY            | TEDDY            | 3:51      |
| 4.           | 〈BAD BOY〉          | G-DRAGON, T.O.P        | G-DRAGON, CHOICE37         | CHOICE37         | 3:56      |
| 5.           | 〈재미없어〉         | G-DRAGON, T.O.P        | G-DRAGON, D.J MURF, PEEJAY | D.J MURF, PEEJAY | 3:42      |
| 6.           | 〈FANTASTIC BABY〉   | G-DRAGON, T.O.P        | TEDDY, G-DRAGON            | TEDDY            | 3:50      |
| 7.           | 〈날개 (대성 SOLO)〉 | G-DRAGON, 대성         | G-DRAGON, 필강             | 필강             | 3:43      |
| 총 재생 시간 | 총 재생 시간         | 총 재생 시간           | 총 재생 시간               | 총 재생 시간     | 23:41     |

| #            | 제목               | 작사                   | 작곡                        | 편곡           | 재생 시간 |
| ------------ | ------------------ | ---------------------- | --------------------------- | -------------- | --------- |
| 1.           | 〈STILL ALIVE〉    | G-DRAGON, TEDDY, T.O.P | DEE.P, G-DRAGON, TEDDY      | DEE.P          | 3:18      |
| 2.           | 〈MONSTER〉        | G-DRAGON               | G-DRAGON, 필강              | 필강, DEE.P    | 3:51      |
| 3.           | 〈FEELING〉        | G-DRAGON               | BOYS NOIZE, G-DRAGON, T.O.P | BOYS NOIZE     | 3:35      |
| 4.           | 〈FANTASTIC BABY〉 | G-DRAGON               | TEDDY, G-DRAGON             | TEDDY          | 3:52      |
| 5.           | 〈BAD BOY〉        | G-DRAGON, TEDDY, T.O.P | G-DRAGON, CHOICE37          | CHOICE37       | 3:58      |
| 6.           | 〈BLUE〉           | G-DRAGON, TEDDY        | TEDDY, G-DRAGON             | TEDDY          | 3:55      |
| 7.           | 〈빙글빙글〉       | G-DRAGON               | TEDDY, G-DRAGON, 서원진     | TEDDY, 서원진  | 3:00      |
| 8.           | 〈EGO〉            | G-DRAGON               | G-DRAGON, 함승천, 강욱진    | 함승천, 강욱진 | 3:25      |
| 9.           | 〈사랑먼지〉       | G-DRAGON, TEDDY, T.O.P | G-DRAGON, TEDDY             | TEDDY          | 3:51      |
| 총 재생 시간 | 총 재생 시간       | 총 재생 시간           | 총 재생 시간                | 총 재생 시간   | 32:45     |

| #            | 제목               | 작사                   | 작곡                        | 편곡           | 재생 시간 |
| ------------ | ------------------ | ---------------------- | --------------------------- | -------------- | --------- |
| 1.           | 〈STILL ALIVE〉    | G-DRAGON, TEDDY, T.O.P | DEE.P, G-DRAGON, TEDDY      | DEE.P          | 3:18      |
| 2.           | 〈MONSTER〉        | G-DRAGON               | G-DRAGON, 필강              | 필강, DEE.P    | 3:51      |
| 3.           | 〈FEELING〉        | G-DRAGON               | BOYS NOIZE, G-DRAGON, T.O.P | BOYS NOIZE     | 3:35      |
| 4.           | 〈FANTASTIC BABY〉 | G-DRAGON               | TEDDY, G-DRAGON             | TEDDY          | 3:52      |
| 5.           | 〈BAD BOY〉        | G-DRAGON, TEDDY, T.O.P | G-DRAGON, CHOICE37          | CHOICE37       | 3:58      |
| 6.           | 〈BLUE〉           | G-DRAGON, TEDDY        | TEDDY, G-DRAGON             | TEDDY          | 3:55      |
| 7.           | 〈빙글빙글〉       | G-DRAGON               | TEDDY, G-DRAGON, 서원진     | TEDDY, 서원진  | 3:00      |
| 8.           | 〈EGO〉            | G-DRAGON               | G-DRAGON, 함승천, 강욱진    | 함승천, 강욱진 | 3:25      |
| 9.           | 〈사랑먼지〉       | G-DRAGON, TEDDY, T.O.P | G-DRAGON, TEDDY             | TEDDY          | 3:51      |
| 총 재생 시간 | 총 재생 시간       | 총 재생 시간           | 총 재생 시간                | 총 재생 시간   | 32:45     |

## 차트
| 차트 (2012)                      | 최고 순위 |
| -------------------------------- | --------- |
| 일본 오리콘 주간 앨범 차트       | 6         |
| 일본 오리콘 월간 앨범 차트       | 33        |
| 대한민국 가온 주간 앨범 차트     | 1         |
| 대한민국 가온 월간 앨범 차트     | 1         |
| 대한민국 가온 연간 앨범 차트     | 2         |
| 중화민국 G-Music 콤보(앨범) 차트 | 1         |
| 미국 빌보드 200                  | 150       |
| 미국 빌보드 히트시커스 앨범 차트 | 4         |
| 미국 빌보드 인디펜던트 앨범 차트 | 22        |
| 미국 빌보드 월드 앨범 차트       | 4         |
| 차트 (2013)                      | 최고 순위 |
| 대한민국 가온 주간 앨범 차트     | 19        |
| 대한민국 가온 월간 앨범 차트     | 58        |
| 차트 (2014)                      | 최고 순위 |
| 대한민국 가온 주간 앨범 차트     | 69        |
| 차트 (2015)                      | 최고 순위 |
| 대한민국 가온 주간 앨범 차트     | 75        |

| 차트 (2012)                      | 최고 순위 |
| -------------------------------- | --------- |
| 대한민국 가온 주간 앨범 차트     | 1         |
| 대한민국 가온 월간 앨범 차트     | 1         |
| 대한민국 가온 연간 앨범 차트     | 6         |
| 중화민국 G-Music 콤보(앨범) 차트 | 2         |
| 차트 (2013)                      | 최고 순위 |
| 대한민국 가온 주간 앨범 차트     | 10        |
| 대한민국 가온 월간 앨범 차트     | 29        |
| 대한민국 가온 연간 앨범 차트     | 90        |
| 차트 (2014)                      | 최고 순위 |
| 대한민국 가온 주간 앨범 차트     | 53        |
| 대한민국 가온 월간 앨범 차트     | 77        |
| 차트 (2015)                      | 최고 순위 |
| 대한민국 가온 주간 앨범 차트     | 56        |

### 음반 판매량
| 차트             | 판매량                          |
| ---------------- | ------------------------------- |
| 가온 집계 판매량 | - 266,848 (2012) - 4,730 (2013) |
| 오리콘 판매량    | 26,914                          |
| 빌보드 판매량    | 4,100+                          |
| 중화민국 판매량  | 35,000+                         |

| 차트             | 판매량                                          |
| ---------------- | ----------------------------------------------- |
| 가온 집계 판매량 | - 148,030 (2012) - 15,610 (2013) - 2,718 (2014) |
| 오리콘 판매량    | 9,000+                                          |
| 중화민국 판매량  | 20,000+                                         |

### 기록
| 국가     | 날짜                          | 레코드 라벨      | 포맷            |
| -------- | ----------------------------- | ---------------- | --------------- |
| 대한민국 | 2012년 2월 29일               | YG 엔터테인먼트  | CD              |
| 세계     | 2012년 2월 29일               | YG 엔터테인먼트  | 디지털 다운로드 |
| 중화민국 | 2012년 3월 27일               | 워너 뮤직 타이완 | CD              |
| 대한민국 | 2012년 6월 3일(Still Alive)   | YG 엔터테인먼트  | 디지털 다운로드 |
| 세계     |                               | YG 엔터테인먼트  | 디지털 다운로드 |
| 대한민국 | 2012년 6월 6일 (Still Alive)  | YG 엔터테인먼트  | CD              |
| 중화민국 | 2012년 6월 29일 (Still Alive) | 워너 뮤직 타이완 | CD              |